# Spider-UK
Spider-UK è il nome di due personaggi dei fumetti della Marvel Comics, ambientati in una realtà alternativa.
Il primo Spider-UK, Billy Braddock, uno Spider-Man del Captain Britain Corps da Terra-833, fu introdotto nell'evento Spider-Verse, diventando il leader dei Guerrieri della Tela prima di morire durante Spider-Geddon. La seconda Spider-UK, Zarina Zahari, un'agente dell'OMS di Spider-Woman proveniente da Terra-834, reclutata da Madame Web in vista dell'evento End of the Spider-Verse, in cui ritorna anche Billy.
Un'incarnazione originale di Spider-UK di nome Malala Windsor appare in Spider-Man: Across the Spider-Verse, doppiata da Sofia Barclay.

## Storia editoriale
La versione Billy Braddock è apparsa per la prima volta in Edge of Spider-Verse #2, come uno dei personaggi principali della storia Spider-Verse ed è stata creata da Jason Latour e Robbi Rodriguez.
La versione Zarina Zahari è apparsa per la prima volta in Edge of Spider-Verse Vol. 2 #1 ed è stata creata da Ramzee e Zoe Thorogood.

## Biografia dei personaggi

### Billy Braddock
Originario di Terra-833, William "Billy" Braddock è una delle nuove reclute del Captain Britain Corps e opera come Spider-UK. Analizzando altri universi durante la storia Spider-Verse, ha visto la morte di versioni alternative di Spider-Man da parte degli Eredi. L'erede Jennix rileva a Billy che li osserva e interrompe immediatamente il feed dello scanner. Mentre Saturnyne e Lady Roma discutono delle loro preoccupazioni sulle Incursioni che stanno distruggendo molte dimensioni, Spider-UK cerca di spiegare le uccisioni dei Ragni attraverso il multiverso. Viene respinto da Saturnyne, ma un simpatico Rom gli dà un talismano che gli permette di viaggiare attraverso la rete della vita per salvare i Ragni rimasti.
Spider-UK fu visto per la prima volta dopo essere arrivato su Terra-65 dove vide Spider-Woman come una possibile recluta per l'esercito degli Spider-Man. Spider-UK in seguito accompagnò Spider-Woman, Spider-Girl, Spider-Man 2099, Spider-Girl di Terra-982 e Spider-Ham nell'incontro con Spider-Man e Silk. Spider-UK spiega che sono i Ragni di altre dimensioni e che tutti i filamenti della Grande Rete stanno convergendo su Terra-616. Spider-UK gli dice che il fratello maggiore di Morlun, Daemos, sta arrivando su Terra-616 e tutti si dirigono verso un portale per un'altra dimensione. Quando su Terra-13, Spider-Man viene informato da Spider-UK e Spider-Man di Terra-13 che non ha mai perso la Forza Enigma che c'è una guerra in arrivo e che Spider-Man è il più grande Spider-Man di tutti. Viene spiegato da Spider-UK e Spider-Man di Terra-13 che Spider-Man è l'unico Spider-Man che ha affrontato un Erede e ha vinto. Spider-UK ottiene una lettura sulla seconda squadra e Old Man Spider-Man di Terra-4 dice che devono agire rapidamente per reclutarli.
Quando Morlun e suo padre Solus attaccarono Terra-13, Spider-UK chiamò Spider-Man e gli disse che la Zona Sicura era persa. Kwaku Anansi di Terra-7082 è un totem ragno reclutato da Spider-UK. Prima di potersi unire, Anansi deve ingannare un semidio Mister Mighty dopo aver rubato le sue pecore, quindi fuggire da Shungo il Dio della Tempesta. Su Terra-TRN521, Spider-UK recluta l'Uomo Ragno messicano di nome Arácnido. Su Terra-3123, a Karn fu impedito di nutrirsi di Spider-am da Spider-Girl, Spider-UK, Spider-Punk, Spider-Man India e Spider-Woman di Terra-807128.
Spider-UK divenne l'unico sopravvissuto di Terra-833 dopo che la sua realtà natale fu distrutta durante la storia Time Runs Out e scelse di rimanere nella realtà degli Eredi sconfitti insieme ad Anya Corazon.
Spider-UK e Anya Corazon si ritrovarono nel dominio di Arachnia nel mondo delle battaglie senza ricordi di come ci fossero arrivati. Alla fine si unirono a Spider-Woman di Terra-65, Spider-Ham, Spider-Man Noir e Spider-Man India senza che nessuno dei due ricordasse il loro precedente incontro durante l'originale Spider-Verse. Dopo che Gwen Stacy si incontrò con gli altri eroi basati sui ragni dopo la sua visita alla Oscorp, furono interrotti dall'arrivo dei Sinistri Sei (composti da Dottor Octopus, Electro, Kraven il Cacciatore, Sandman, Scorpione e Avvoltoio). I Sinistri Sei sconfiggono gli Spider-Man e li portano dal sindaco Norman Osborn che afferma di volerli aiutare. Questo fa sì che Spider-UK e gli altri Spider-Men si attacchino intorno alla Oscorp per un po'. Spider-UK e gli altri Spider-Men si uniscono a Spider-Woman di Terra-65 e Spider-Man di Arachnia per sconfiggere Norman Osborn e i Sinistri Sei.
Dopo la conclusione di Secret Wars, la squadra di sei Spider cambierà nome e sarà protagonista di una nuova serie chiamata Web Warriors, un nome che è stato coniato da Peter Parker dalla serie TV Ultimate Spider-Man durante l'originale Spider-Verse.
Durante la storia di "Spider-Geddon", Spider-UK ha tenuto sotto sorveglianza Terra-3145 con l'aiuto di Spider-Girl, Spider-Punk, Spider-Man India e Master Weaver. Scoprono che gli Eredi sono diventati malnutriti dall'ultima volta che sono stati visti. Mentre Loomworld veniva smantellato, Spider-UK parla con Master Weaver di come gli altri eroi basati sui ragni abbiano un mondo in cui andare mentre lui ha perso il suo mondo durante le Incursioni poiché entrambi si considerano più grandi amici. I due vengono avvisati di un Motore di Clonazione dell'Erede su Terra-616. I due capiscono cosa sta succedendo. Su Terra-3145, Jennix ha fatto buon uso delle teste degli Spider-Bot raccogliendo i loro trasmettitori. Poiché non sono in grado di inviare un segnale di uccisione al Motore di Clonazione dell'Erede, Spider-UK consiglia a Mastro Tessitore di chiamare i Guerrieri della Ragnatela. Mentre il Maestro Weaver afferma che nessuno può combattere gli Eredi e vincere, Spider-UK afferma che moriranno cercando di impedire che un altro mondo venga distrutto. Spider-UK è tra i Guerrieri della Ragnatela che arrivano su Terra-616 e portano Miles ad affrontare Superior Octopus. Quando Morlun emerge dalla macchina per la clonazione, Spider-UK e Superior Octopus combattono contro Morlun fino a quando Verna emerge e spezza il collo di Spider-UK per impedire a Morlun di essere ferito.
Dopo che gli Spider-Man sconfissero di nuovo gli Eredi, il corpo di Billy fu sepolto su Terra-803, la casa di Lady Spider.
Durante la storia "End of the Spider-Verse", un Billy resuscitato viene reclutato da Madame Web per avvertire gli altri Spider-persone dell'acquisizione dello Spider-Verse da parte di Shathra. Mentre avverte altri tre Spider-persone, Billy viene punto da una delle vespe di Shathra e raggiunto dalla dea vespa, prima di essere catapultato in un'altra realtà da Zarina Zahari, la seconda Spider-UK.

### Zarina Zahari
Alla fine dello Spider-Verse, Zarina Zahari è una giovane ragazza e giocatrice che vive nella Londra di Terra-834 che ha acquisito abilità simili a quelle di un ragno e si è unita all'organizzazione W.H.O. (abbreviazione di Weird Happenings Organization) come Spider-UK di questa realtà. Dopo aver sconfitto una viverna, è stata avvicinata da Madame Web per aiutarla a combattere una minaccia multiversale che sta per prendere di mira i personaggi potenziati dai ragni.

## Poteri e abilità
La versione Billy Braddock ha poteri simili a Spider-Man che includono attaccare e arrampicarsi sui muri, un sesto senso di pericolo, con cui lotta e la capacità di sollevare circa 10 tonnellate. Ha anche i suoi web-shooter. Spider-UK fa anche uso di un dispositivo interdimensionale che gli consente di viaggiare in diverse dimensioni.
La versione Zarina Zahari può generare bio-elettricità dove indossa orecchini speciali per mantenere in linea le sue abilità bioelettriche.

## Altri media

### Film
- Un'incarnazione originale di Spider-UK appare nel film d'animazione Spider-Man: Across the Spider-Verse (2023), doppiata da Sofia Barclay. Descritta come un misto di Malala Yousafzai e della Casa di Windsor, è un membro della Spider-Society di Miguel O'Hara di Terra-835.[21]

### Videogiochi
- L'incarnazione di Billy Braddock di Spider-UK appare come personaggio giocabile in Spider-Man Unlimited.[senza fonte]
- L'incarnazione di Billy Braddock di Spider-UK appare come personaggio giocabile in Lego Marvel Super Heroes 2.[22]
- L'incarnazione di Billy Braddock del costume di Spider-UK appare come un costume alternativo per il personaggio titolare di Marvel's Spider-Man.